# Mariano Gargallo Minguillón
Mariano Gargallo Minguillón   (Samper de Calanda, 3 de gener de 1938) fou un futbolista aragonès de la dècada de 1950.
Jugava a la posició de mig centre o interior.
Nascut a la província de Terol, es formà i jugà la major part de la seva carrera a Catalunya. Començà a destacar a l'EC Granollers entre 1951 i 1955, arribant a jugar amb la selecció catalana juvenil. Les seves bones actuacions el portaren a fitxar pel RCD Espanyol a primera, la temporada 1955-56. No obstant només jugà un partit de lliga amb el club blanc-i-blau.
La següent temporada la passà al CE Europa, i a continuació visqué els seus millors anys amb tres temporades a segona amb el CE Sabadell, una temporada a primera amb el Reial Betis (1960-61) i tres més a l'Elx CF (1961-64), també a primera.
 Acabà la seva carrera a CD Terrassa (1963-65), EC Granollers (1965-66) i CF Lloret (1966-67).